# 森田安一
森田 安一（もりた やすかず、1940年 - ）は、日本の歴史学者、日本女子大学名誉教授、放送大学客員教授。スイス史・宗教改革史が専門。

## 来歴
東京市（現新宿区）生まれ。都立新宿高等学校を経て東京大学文学部西洋史学科卒業、同大学院人文科学研究科西洋史学専攻博士課程中退。岡山大学助教授、東京学芸大学助教授、日本女子大学教授。1993年「スイス中世都市史研究」で東京大学より文学博士の学位を取得。2009年定年退任、名誉教授。

## 著書
- スイス 歴史から現代へ 地域主義・直接民主政・武装中立　刀水書房、1980.7
- スイス中世都市史研究　山川出版社、1991.9
- ルターの首引き猫 木版画で読む宗教改革　山川出版社、1993.11.（歴史のフロンティア）
- 物語スイスの歴史 知恵ある孤高の小国　2000.7.（中公新書）
- スイス 中世都市の旅　山川出版社、2003.11.（世界歴史の旅）
- 図説 宗教改革 河出書房新社、2010.
- 木版画を読む　占星術・「死の舞踏」そして宗教改革　山川出版社、2013.5.
- 『ハイジ』の生まれた世界－ヨハンナ・シュピーリと近代スイス　教文館、2017.6.
- ルター　ヨーロッパ中世世界の破壊者（世界史リブレット人）山川出版社、2018.8.
- 「ハイジ」が見たヨーロッパ　河出書房新社、2019.6.
- スイスの歴史百話　刀水書房、2021.11.

## 編著
- スイス・ベネルクス史　山川出版社、1998.4.（新版世界各国史）
- スイスの歴史と文化　刀水書房、1999.1
- 岐路に立つスイス　刀水書房、2001.4
- スイスと日本 日本におけるスイス受容の諸相　刀水書房、2004.10
- 日本とスイスの交流 幕末から明治へ　山川出版社,2005.6
- スイス 踊共二共編.河出書房新社　2007.11.（ヨーロッパ読本）
- ヨーロッパ宗教改革の連携と断絶　教文館、2009.

## 翻訳
- ツヴィングリの人と神学　F.ビュッサー 新教出版社、1980.10
- ドイツ宗教改革史研究　R.シュトゥッペリヒ ヨルダン社、1984.5
- スイス 訳.実業之日本社 (製作)、1985.3
- 帝国都市と宗教改革　B.メラー/石引正志、棟居洋共訳.教文館、1990.6
- スイスの歴史 歴史・民族・文明　U.イム・ホーフ 監訳.刀水書房、1997.4
- 中国宗教とキリスト教の対話　ハンス・キュング、ジュリア・チン/藤井潤、大川裕子、楊暁捷共訳.刀水書房、2005.5
- ドイツ宗教改革　R.W.スクリブナー、C.スコット・ディクスン 岩波書店、2009.2.（ヨーロッパ史入門）
- 十字軍の歴史　A.ジョテイシュキー 刀水書房、2013.12

## 参考
- 森田安一先生略年譜・著作目録 (森田安一教授退任記念号 『史艸』50号記念号) 史艸 2009-12-05